# Index (Washington)
Index es un pueblo ubicado en el condado de Snohomish en el estado estadounidense de Washington. En el año 2000 tenía una población de 169 habitantes y una densidad poblacional de 239,5 personas por km².

## Geografía
Index se encuentra ubicada en las coordenadas 47°49′15″N 121°33′14″O / 47.82083, -121.55389.

## Demografía
Según la Oficina del Censo en 2000 los ingresos medios por hogar en la localidad eran de $43.125, y los ingresos medios por familia eran $32.000. Los hombres tenían unos ingresos medios de $32.500 frente a los $13.750 para las mujeres. La renta per cápita para la localidad era de $22.023. Alrededor del 16,9% de la población estaban por debajo del umbral de pobreza.